# Dohnsen (Halle)
 Dohnsen  ist ein Ortsteil der Gemeinde Halle im niedersächsischen Landkreis Holzminden.

## Lage
Der Ort befindet sich in der Ithbörde im Weserbergland rund 2 km nördlich von Halle. Zwischen Dohnsen und  Bremke nahe dem Ith liegt das Quellgebiet des Spüligbachs, eines rechten Zuflusses der Lenne.

## Geschichte
Am 1. Januar 1973 wurde Dohnsen in die Gemeinde Halle eingegliedert.

## Verkehr
Westlich vom Ort führt die L 588 vorbei. Zwei Kilometer entfernt nördlich, am Südrand vom Bremke, liegt der Segelflugplatz Hellenhagen.